# Грб Северне Рајне-Вестфалије
Грб Северне Рајне-Вестфалије је званични грб немачке покрајине Северне Рајне-Вестфалије. Као званични грб покрајине, усвојен је 5. фебруара 1948. године.

## Опис грба
После Другог светског рата, 23. августа 1946. године, британска војна управа у Немачкој основала је нову покрајину (савезну државу) Северна Рајна-Вестфалија, тако што је спојила покрајине Вестфалију и северне делове Рајнске покрајине. У јануару наредне године, овој покрајини је прикључена и територија бивше Слободне државе Липе. Исте године Волфганг Пагенстецер, познати немачки хералдичар из Диселдорфа, направио је оригинални грб за новонасталу савезну државу, а који је усвојен 5. фебруара 1948. године. Дана 10. марта 1953. године, овај грб је и формално потврђен Законом о државним бојама.
Грб новонастале покрајине је грбовна копозиција историјских покрајина које су ушле у састав данашње Северне Рајне-Вестфалије. Крива таласаста сребрна линија на зеленој позадини је грб бивше Рајнске покрајине. Сребрени коњ у скоку на црвеној позадини је традиционални грб Вестфалије, а који је скоро истоветан са грбом Доње Саксоније. Црвена ружа на сребреном пољу је грб бивше Слободне државе Липе, чија се територија налаза на крајњем истоку нове покрајине.
Грб се такође појављује и на покрајинској застави Северне Рајне-Вестфалије.